# Нкота-Кота (город)
Нкота-Кота (ньянджа Nkhotakota; также Кота-Кота, ньянджа Khotakota) ― город в Малави на берегу озера Ньяса, административный центр одноимённого округа.

## История
В XIX веке Нкота-Кота представляла собой группу деревень, позже ставшие рынком для работорговцев, которые говорили на суахили и арабском языке.
Однако в том же XIX веке вождь Джамбе отменил на территории Нкота-Коты рабство, так как его уговорил миссионер Давид Ливингстон.
В 1960-х годах 1-й президент Малави Хастингс Банда произносил разные речи под одним из деревьев Нкота-Коты.
В 2001 году город сильно пострадал от наводнения.

## Экономика
Большинство местных жителей Нкота-Коты являются фермерами, выращивающими кукурузу, рис и маниоку, однако некоторые жители также занимаются рыболовством.

## Природа
Недалеко от Нкота-Коты есть заповедник дикой природы «Нкота-Кота», в котором обитают слоны, несколько видов антилоп, буйволов и леопардов. Также этот заповедник пересекает несколько крупных рек.
Примерно в 24 км к югу от Нкота-Коты располагается лагуна «Чиа», соединённая с озером Ньяса узким каналом, пересечённым мостом недалеко от главной дороги города.

## Климат
В настоящее время в Нкота-Коте тропический климат с сухой зимой и дождливым летом согласно классификации климатов Кёппена.
| Показатель                            | Янв.  | Фев.  | Март  | Апр.  | Май   | Июнь  | Июль  | Авг.  | Сен.  | Окт.  | Нояб. | Дек.  | Год    |
| ------------------------------------- | ----- | ----- | ----- | ----- | ----- | ----- | ----- | ----- | ----- | ----- | ----- | ----- | ------ |
| Средний суточный максимум, °C         | 28,5  | 28,6  | 28,5  | 28,0  | 26,9  | 25,7  | 25,4  | 26,9  | 29,5  | 31,8  | 31,5  | 29,4  | 28,4   |
| Средняя температура, °C               | 24,3  | 24,6  | 24,9  | 23,8  | 22,1  | 20,3  | 20,0  | 21,1  | 23,4  | 25,9  | 26,3  | 25,1  | 23,5   |
| Средний суточный минимум, °C          | 21,1  | 21,4  | 20,9  | 20,1  | 17,9  | 15,7  | 15,3  | 15,9  | 18,0  | 20,8  | 22,0  | 21,3  | 19,2   |
| Среднее число солнечных часов в день  | 5,4   | 5,7   | 6,9   | 8,0   | 8,7   | 9,2   | 9,0   | 9,5   | 9,9   | 9,9   | 9,0   | 6,6   | 8,2    |
| Среднее число солнечных часов в месяц | 167,4 | 159,6 | 213,9 | 240,0 | 269,7 | 276,0 | 279,0 | 294,5 | 297,0 | 306,9 | 270,0 | 204,6 | 2978,6 |
| Норма осадков, мм                     | 320,0 | 266,3 | 407,6 | 227,7 | 33,5  | 11,5  | 7,9   | 2,1   | 0,7   | 10,2  | 79,8  | 282,0 | 1649,3 |
| Источник:                             |       |       |       |       |       |       |       |       |       |       |       |       |        |

## Население
| Данные о населении | Данные о населении | Данные о населении | Данные о населении | Данные о населении |
| 1977               | 1987               | 1998               | 2008               | 2018               |
| ------------------ | ------------------ | ------------------ | ------------------ | ------------------ |
| 10 312             | 12 163             | 19 262             | 24 726             | 28 350             |

## Транспорт
Нкота-Кота — один из главных портов озера Ньяса, обслуживаемый паромом MV Ilala, который ежедневно пересекает озеро. 
Ближайший к городу аэропорт находится в 77 километрах от него в городе Касунгу. 
Также в город каждые 2 часа ездят автобусы из Салимы.

## Достопримечательности
- Горячие источники «Мавира»
- Остров Сунгу

## Галерея

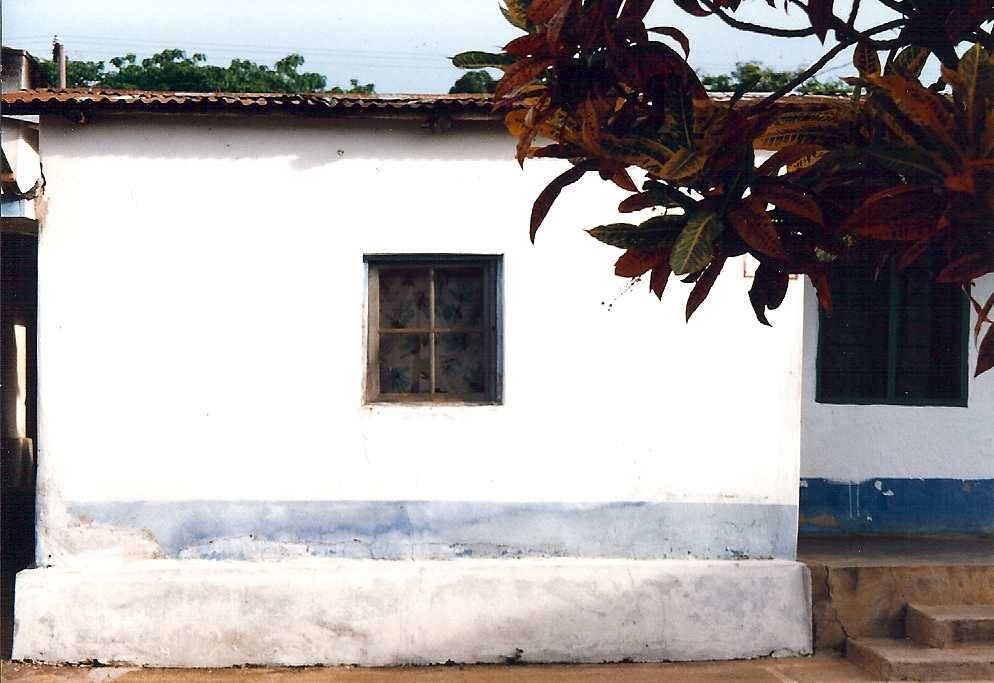
Старомодный отель в Нкота-Коте
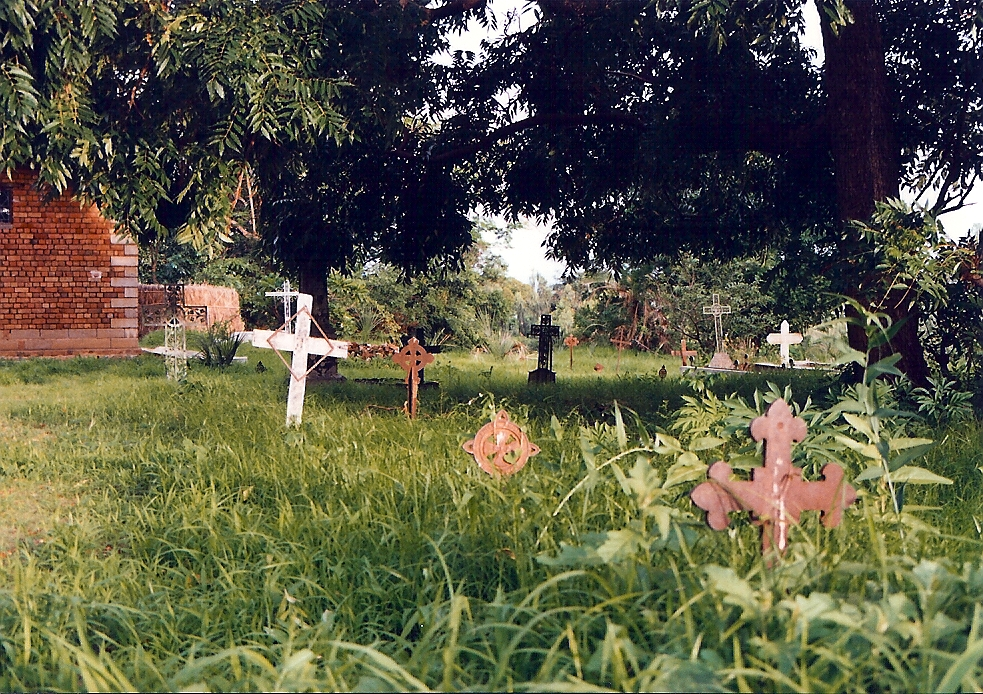
Кладбище в Нкота-Коте
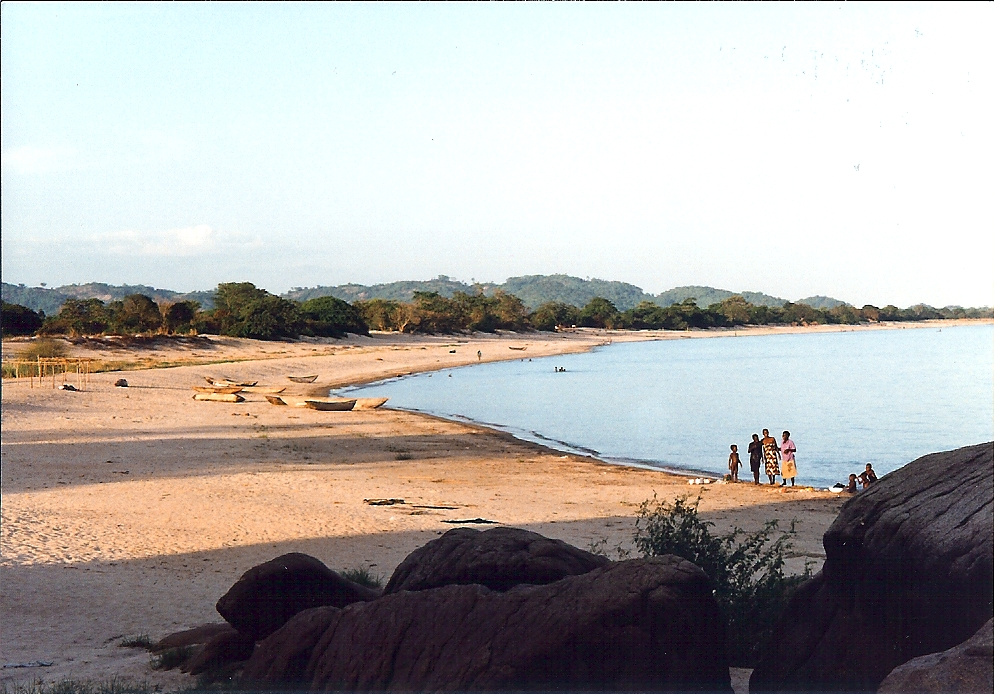
Пляж «Мвайя»